# Jueyuan-Tempel
Der Jueyuan-Tempel (chinesisch 觉苑寺, Pinyin Jiàoyuàn sì, englisch Jueyuan Temple) ist ein buddhistischer Tempel in der Großgemeinde Wulian (武连镇) des Kreises Jiange der bezirksfreien Stadt Guangyuan im Norden der südwestchinesischen Provinz Sichuan. Er stammt aus der Zeit der Tang-Dynastie und ist berühmt für die buddhistischen Wandmalereien seiner Haupthalle aus der Zeit der Ming-Dynastie. Auf über 200 Quadratmetern werden Szenen aus dem Leben des Sakyamuni wiedergegeben.
Der Jueyuan-Tempel steht seit 2001 auf der Liste der Denkmäler der Volksrepublik China (5-387).